# پاهالا (هاوایی)
پاهالا (به انگلیسی: Pahala) یک منطقهٔ مسکونی در ایالات متحده آمریکا است که در شهرستان هاوایی، هاوایی واقع شده‌است. پاهالا ۲٫۲ کیلومتر مربع مساحت و ۱٬۳۵۶ نفر جمعیت دارد و ۲۸۰٫۴۲ متر بالاتر از سطح دریا واقع شده‌است.